# Phalonidia parapellax
Phalonidia parapellax es una especie de polilla del género Phalonidia, categorizada en la tribu Cochylini, de la subfamilia Tortricinae. Fue descrita por Razowski en 1999.
Fue publicada en Polskie Pismo Ent. 68: 62. Se distribuye por América del Norte: México, en el estado de Sinaloa, aproximadamente a 2 kilómetros de la localidad de Potrerillos.